# Banco Africano de Desarrollo

Miembros del BAfD en verde, miembros del FAFD en azul, miembros no africanos en rojo.

El Banco Africano de Desarrollo (BAFD) es un banco multinacional de desarrollo creado en 1964. 53 países africanos son miembros y está financiado por 24 países europeos, americanos y asiáticos.
El Banco es el encargado de promover el desarrollo económico y el progreso social de los países africanos. Su sede está situada en Abiyán, en Costa de Marfil. Las actividades del BAfD se relocalizaron temporalmente en Túnez (Túnez) desde septiembre de 2003, después de los disturbios que se generaron en Costa de Marfil por la tentativa de golpe de Estado de 2002.
En el Grupo del Banco Africano de Desarrollo está comprendido también el Fondo africano de desarrollo (FAFD), creado en 1972, y el Fondo especial de Nigeria (NTF), creado por el estado de Nigeria en 1976.
El nuevo presidente del banco, desde el 1 de septiembre de 2015, es el nigeriano Akinwumi Adesina. Anteriormente, lo habían sido el ruandés Donald Kaberuka, que previamente había sido ministro de Finanzas de Ruanda. La duración del cargo es de cinco años, su predecesor en el cargo, Omar Kabbaj, dirigió el BAfD entre 1995 y 2005.

## Misión
La misión del BAFD es combatir la pobreza y mejorar las condiciones de vida en el continente a través de la promoción de la inversión de capitales públicos y privados en proyectos y programas que contribuyan al desarrollo económico y social de la región.

## Historia
Tras el final del período colonial en África, un creciente deseo de mayor unidad dentro del continente condujo al establecimiento de dos proyectos de estatutos, uno para el establecimiento de la Organización para la Unidad Africana (establecida en 1963, luego reemplazada por la Unión Africana), y para un banco de desarrollo regional.
Se presentó un proyecto de acuerdo a los principales funcionarios africanos y luego a la Conferencia de Ministros de Finanzas sobre el establecimiento de un Banco Africano de Desarrollo. Esta conferencia fue convocada por la Comisión Económica de las Naciones Unidas para África (UNECA) en Jartum, Sudán, del 31 de julio al 4 de agosto. Fue aquí donde veintitrés gobiernos africanos firmaron el acuerdo por el que se establece el Banco Africano de Desarrollo (BAfD) el 4 de agosto de 1963. El acuerdo entró en vigor el 10 de septiembre de 1964.
La reunión inaugural de la Junta de Gobernadores del Banco se llevó a cabo del 4 al 7 de noviembre de 1964 en Lagos, Nigeria. La sede del Banco abrió en Abiyán, Costa de Marfil, en marzo de 1965 y las operaciones del Banco comenzaron el 1 de julio de 1966.
Desde febrero de 2003 hasta septiembre de 2014, el Banco operó desde su Agencia de Reubicación Temporal en Túnez, debido al conflicto político imperante en Costa de Marfil durante la guerra civil marfileña en ese momento. El Banco pudo regresar a su sede original en Abiyán a finales de 2013 una vez superada la crisis política.
Para junio de 2015, más de 1.500 empleados habían regresado a la sede del Banco en Abiyán de los más de 1.900 empleados totales del Banco.
Aunque, originalmente, solo los países africanos podían unirse al banco, desde 1982 también ha permitido la entrada de países no africanos.
Desde su fundación, AfDB ha financiado 2.885 operaciones, por un total de 47.500 millones de dólares. En 2003, recibió una calificación AAA de las principales agencias de calificación financiera y tenía un capital de $ 32,043 millones. En noviembre de 2019, se informó que el capital del banco era de 208 mil millones de dólares norteamericanos.

## Entidades de grupo
El Grupo del Banco Africano de Desarrollo tiene otras dos entidades: el Fondo Africano de Desarrollo (ADF) y el Fondo Fiduciario de Nigeria (NTF).

### Fondo Africano de Desarrollo
Establecido en 1972, el Fondo Africano de Desarrollo inició operaciones en 1974. "El Fondo Africano de Desarrollo" Convención de las Naciones Unidas para Combatir la Desertificación (UNCCD) 2004, ya no está disponible (2006). Brinda financiamiento para el desarrollo en términos concesionales a RMC de bajos ingresos que no pueden obtener préstamos en los términos no concesionales del BAfD. En armonía con su estrategia crediticia, la reducción de la pobreza es el objetivo principal de las actividades del ADF. Veinticuatro países no africanos junto con el AfDB constituyen su membresía actual. El mayor accionista de ADF es el Reino Unido , con aproximadamente el 14 % del total de las acciones activas, seguido de Estados Unidos con aproximadamente el 6,5 % del total de las acciones con derecho a voto, seguido de Japón .con aproximadamente 5.4 por ciento. El Banco de la Reserva Federal de Nueva York fue designado como banco depositante del fondo según telégrafos enviados desde la Embajada de los Estados Unidos en Abiyán en 1976.
Las operaciones generales del ADF son decididas por una Junta Directiva, seis de las cuales son designadas por los Estados miembros no africanos y seis designadas por el AfDB de entre los directores ejecutivos regionales del banco .
Las fuentes del ADF son principalmente contribuciones y reemplazos periódicos de Estados miembros no africanos. El fondo generalmente se repone cada tres años, a menos que los Estados miembros decidan lo contrario. Las donaciones totales, a finales de 1996, ascendían a 12.580 millones de dólares. El ADF presta sin tasa de interés, con un cargo por servicio anual del 0,75 %, una comisión de compromiso del 0,5 % y un período de reembolso de 50 años, incluido un período de gracia de 10 años . La décima reposición del Reino Unido del ADF fue en 2006.

### Fondo Fiduciario de Nigeria
El Nigeria Trust Fund (NTF) fue establecido en 1976 por el gobierno de Nigeria con un capital inicial de $80 millones. El NTF tiene como objetivo ayudar en los esfuerzos de desarrollo de los miembros más pobres del BAfD.
El NTF utiliza sus recursos para brindar financiamiento a proyectos de importancia nacional o regional que promuevan el desarrollo económico y social de las RMC de bajos ingresos cuyas condiciones económicas y sociales requieren financiamiento en términos no convencionales. En 1996, el NTF tenía una base de recursos total de $432 millones. Presta a una tasa de interés del 4% con un período de reembolso de 25 años, incluido un período de gracia de cinco años. Los préstamos pueden utilizarse para operaciones de préstamo en condiciones concesionarias con vencimiento a corto y largo plazo.

## Lista de países africanos miembros
Los países africanos miembros del Banco Africano de Desarrollo son:
Argelia, Angola, Benín, Botsuana , Burkina Faso, Burundi, Camerún, Cabo Verde, Chad, Comoras, Congo, Costa de Marfil, Egipto, Eritrea, Etiopía, Gabón, Gambia, Ghana, Guinea, Guinea Ecuatorial, Guinea-Bisáu, Kenia, Lesoto, Liberia, Libia, Madagascar, Malaui, Malí, Marruecos, Mauricio, Mauritania, Mozambique, Namibia, Níger, Nigeria, Uganda, República Centroafricana, República Democrática del Congo, Ruanda, Santo Tomé y Príncipe, Senegal, Seychelles, Sierra Leona, Somalia, Sudáfrica, Sudán, Suazilandia, Tanzania, Togo, Túnez, Yibuti, Zambia, Zimbabue,

## Tendencias y direcciones recientes
Una de las opiniones emergentes, repetidamente citada por la Junta Directiva y la gerencia del BAfD, es que el BAfD debería ser más “selectivo” y “centrado en el país” en sus operaciones. Si bien esta política aún debe definirse claramente, parece estar impulsando ciertas prioridades crediticias.
El sector de la infraestructura, incluido el suministro de energía, el agua y el saneamiento, el transporte y las comunicaciones, ha recibido tradicionalmente la mayor parte de los préstamos del BAfD. Este enfoque se reafirmó en el Plan Estratégico 2003-2007 del BAfD, que identificó la infraestructura como un área prioritaria para los préstamos del BAfD.
En 2005, el BAfD aprobó 23 proyectos de infraestructura por aproximadamente $982 millones, que totalizaron el 40 por ciento de las aprobaciones del BAfD ese año. Dada la mayor atención al desarrollo de infraestructura en África por parte de donantes y prestatarios, es probable que los préstamos para infraestructura del BAfD aumenten significativamente en los próximos años. En 2007, las operaciones de infraestructura representaron aproximadamente el 60 por ciento de la cartera del banco.
Los proyectos de infraestructura de integración regional serán una parte clave del negocio futuro del BAfD. Según el Informe Anual 2005 del AfDB, los bloques económicos regionales harán que África sea “más competitiva en el mercado mundial”, mientras que las interconexiones de transporte y energía entre las economías africanas más pequeñas ayudarán a crear mercados más grandes en el continente. Los países miembros del BAfD afirman que el BAfD, como institución multilateral, es particularmente adecuado para apoyar proyectos de integración regional.
El BAfD ha sido designado organismo líder para facilitar las "iniciativas de infraestructura de la NEPAD", que son proyectos de integración regional dirigidos por las Comunidades Económicas Regionales Africanas (REC). Además, el AfDB alberga el Consorcio de Infraestructura para África (ICA). El ICA fue establecido por los países del G8 para coordinar y fomentar el desarrollo de infraestructura en África, centrándose en particular en el desarrollo de infraestructura regional. El BAfD ayuda a preparar proyectos para que puedan obtener financiamiento de otras fuentes a través de una iniciativa llamada Fondo de Preparación de Proyectos de Infraestructura (IPPF). Entonces, incluso si el AfDB no está directamente involucrado en la financiación de un proyecto de infraestructura en particular, puede haber ayudado a hacerlo posible.
Otra área clave de concentración del apoyo del AfDB a los RMC es la lucha contra el VIH/sida.
El AfDB tiene cinco políticas para asegurar el futuro de África a través de la financiación de la salud:
- Fortalecimiento de la capacidad institucional a través de la asistencia en la formulación e implementación de políticas/estrategias
- Desarrollo del capital humano para crear un entorno propicio para el funcionamiento de las estrategias nacionales contra el sida mediante la capacitación y el apoyo de asistencia técnica
- Respuestas multisectoriales al VIH/sida con énfasis en intervenciones de prevención y control que incluyen IEC (Información, Educación y Comunicación), control de ITS ( infecciones de transmisión sexual), APV (consejería y pruebas voluntarias), apoyo de infraestructura para el establecimiento de laboratorios e instalaciones de transfusión y suministro de equipos y suministros, incluidos los medicamentos antirretrovirales
- Promoción a través de la participación en foros internacionales y regionales para aumentar el compromiso político y el liderazgo hacia un esfuerzo colaborativo en la lucha contra la pandemia entre los RMC y los socios para el desarrollo.
- Desarrollo de alianzas con miras a forjar nuevas alianzas y revitalizar la colaboración existente para cubrir problemas críticos de desarrollo como el VIH/sida y llevar las actividades de alianzas dentro del marco de la visión del banco [22]

A la fecha, la contribución del banco en la lucha contra el VIH/sida se estima en más de 500 millones de UA. El banco es uno de los socios iniciadores de "AIDS in Africa - Scenarios for the future", un proyecto cuyo resultado permitirá a los gobiernos y a los socios para el desarrollo tomar decisiones estratégicas sobre las vías de desarrollo actuales y futuras y definir sus actividades en consecuencia para hacer frente a los retos que plantea el VIH/sida.
Es probable que los proyectos de energía se conviertan en un área más importante del trabajo de infraestructura del AfDB, dada la falta de acceso a los servicios de energía en África y los altos precios del petróleo que siguen afectando a los países importadores de petróleo. No está claro si el papel del BAfD en el sector energético dará prioridad a los proyectos de energía para el consumo interno o para la exportación, aunque el BAfD ha apoyado ambos en el pasado. Actualmente, el AfDB está redactando una política energética y desarrollando su contribución al Marco de Inversión en Energía Limpia exigido por el G8.
Aunque no existe una declaración oficial o un consenso al respecto, es probable que disminuyan los préstamos del BAfD para la agricultura, el desarrollo rural (no de infraestructura) y los sectores sociales, como la salud y la educación, en los próximos años.
En 2010, el Instituto Africano de Desarrollo se convirtió en el centro de coordinación del Grupo del Banco Africano de Desarrollo para la creación de capacidad. El instituto se estableció en 1973 para mejorar la eficacia de las operaciones financiadas por el BAfD. Su mandato se reorientó en 1992 y se reestructuró en 2001.
En respuesta a la pandemia mundial de coronavirus, el AfDB se ha centrado cada vez más en vender bonos sociales como un medio para recaudar fondos para que los países pobres puedan hacer frente a la pandemia. Desde la pandemia, ha emitido cuatro bonos, para un total de siete desde 2017.